# 18.ª reunião de cúpula do G20
A cúpula do G20 Delhi de 2023 é a décima oitava reunião do Grupo dos Vinte (G20) que ocorreu em Pragati Maidan, Nova Delhi, nos dias 9 e 10 setembro de 2023. A presidência da Índia começou em 1º de dezembro de 2022, levando à cúpula no quarto trimestre de 2023. A cerimônia de entrega da presidência foi realizada como um evento íntimo, no qual a Presidência do G20 Gavel foi transferida do presidente indonésio Joko Widodo para o primeiro-ministro indiano Narendra Modi no encerramento da cúpula de Bali.
Ainda em setembro de 2023, Modi entregou formalmente a presidência do G20 ao presidente do Brasil, Luiz Inácio Lula da Silva, que assumiu o cargo em 1 de dezembro do mesmo ano. Esta é a primeira vez que o país ocupa essa posição na história do grupo no formato atual.

## Antecedentes
Originalmente, a Índia estava programada para sediar a cúpula do G20 em 2021 e a Itália em 2022. Na cúpula do G20 de 2018 em Buenos Aires na Argentina, o primeiro-ministro Narendra Modi disse que havia solicitado à Itália que sediasse a cúpula em 2021 e permitisse que a Índia a sediasse em 2022, por ocasião do 75º ano da independência da Índia. A Itália concordou em deixar a Índia sediar a cúpula do G20 em 2022 em seu lugar, devido ao impulso dos laços bilaterais. 
No entanto, após um pedido feito pelo ministro das Relações Exteriores da Indonésia, Retno Marsudi, a Índia trocou sua presidência do G20 com a Indonésia porque a Indonésia também presidiria a Associação das Nações do Sudeste Asiático (ASEAN) em 2023. 

## Presidência
A Cúpula do G20 em Nova Delhi é presidida pelo primeiro-ministro indiano, Narendra Modi.
A presidência da Índia começou em 1º de dezembro de 2022, levando à cúpula no terceiro trimestre de 2023. A cerimônia de entrega da presidência foi realizada, na qual o martelo da presidência do G20 foi transferido do presidente indonésio Joko Widodo para o primeiro-ministro indiano Modi no encerramento da cúpula de Bali. A Indonésia ocupou a presidência em 2022. 
O primeiro-ministro indiano Modi entregou formalmente a presidência do G20 a Luiz Inácio Lula da Silva, presidente do Brasil. A Índia continuará a ocupar o cargo até 30 de novembro de 2023. 

## Prioridades da agenda
O G20 Índia apresentou seis prioridades da agenda para o diálogo do G20 em 2023:
- Desenvolvimento Verde, Financiamento Climático e Vida
- Crescimento acelerado, inclusivo e resiliente
- Acelerando o progresso nos ODS
- Transformação Tecnológica e Infraestrutura Pública Digital
- Instituições multilaterais para o século 21
- Desenvolvimento liderado por mulheres

Em uma entrevista em 26 de agosto de 2023, o primeiro-ministro Modi expressou otimismo sobre a agenda em evolução dos países do G20 sob a presidência da Índia, mudando para uma abordagem de desenvolvimento centrada no ser humano que se alinha com as preocupações do Sul Global, incluindo a abordagem das mudanças climáticas, reestruturação da dívida por meio do Quadro Comum de Dívida do G20 e uma estratégia para regulamentação de criptomoedas globais. 

## Preparativos
O governo da Índia orçou Rs. 990 crore (US $ 120 milhões) para os eventos do G20. 
No período que antecedeu a reunião do G20, as autoridades indianas, incluindo o Archaeological Survey of India, embarcaram em uma campanha de demolição em massa contra abrigos para sem-teto e bairros de favelas em Nova Delhi, resultando no despejo de seus residentes marginalizados.  O Escritório de Informações à Imprensa do governo indiano rejeitou as alegações, afirmando que as demolições foram conduzidas sob ordens da Suprema Corte e da Suprema Corte, não relacionadas à cúpula do G20.  Estruturas próximas ao local do cume foram removidas por serem ilegais, depois de dar tempo aos moradores para desocupar. Outras demolições ocorreram em áreas distantes do local do G20, também seguindo ordens judiciais.  De acordo com o coletivo 'Concerned Citizens', isso resultou no deslocamento de cerca de 0,25 a 0,3 milhão de pessoas.  Somente em Delhi, quase 25 favelas foram demolidas, incluindo assentamentos em Yamuna Bank, Tughlaqabad e Mehrauli, entre outros. 
Nos dias anteriores à cúpula, o Conselho Municipal de Nova Délhi colocou recortes em tamanho real de langures em várias partes da cidade para espantar os macacos rhesus menores.   Enquanto isso, a Corporação Municipal de Delhi reuniu quase 1.000 cães vadios e os transferiu para abrigos no período que antecedeu a cúpula do G20. 
Para a segurança do evento, o governo enviou 130.000 agentes de segurança, incluindo 80.000 policiais da Polícia de Delhi. 
Na paralisação imposta aos 32 milhões de pessoas que vivem em Delhi, todas as escolas, escritórios, locais de trabalho, mercados, restaurantes e lojas não alimentares foram obrigados a fechar por três dias. Enquanto isso, o movimento nas estradas também foi restrito, todas as entregas de alimentos foram proibidas e as pessoas foram recomendadas a ficar em casa. 

## Líderes participantes
O presidente russo, Vladimir Putin, e o presidente chinês, Xi Jinping, decidiram faltar à cúpula na capital indiana. Seus lugares foram ocupados pelo ministro das Relações Exteriores russo, Sergey Lavrov, e pelo primeiro-ministro chinês Li Qiang, respectivamente.  
África do Sul
Cyril Ramaphosa, presidente
Alemanha
Olaf Scholz, chanceler
Arábia Saudita
Mohammed bin Salman, príncipe herdeiro e primeiro-ministro
Argentina
Alberto Fernández, presidente
Austrália
Anthony Albanese, primeiro-ministro
Brasil
Luiz Inácio Lula da Silva, presidente
Canadá
Justin Trudeau, primeiro-ministro
China
Li Qiang, primeiro-ministro
Coreia do Sul
Yoon Suk-yeol, presidente
Estados Unidos
Joe Biden, presidente
França
Emmanuel Macron, presidente
Índia
Narendra Modi, primeiro-ministro (Anfitrião)
Indonésia
Joko Widodo, presidente, Presidente da Associação das Nações do Sudeste Asiático em 2023
Itália
Giorgia Meloni, primeira-ministra
Japão
Fumio Kishida, primeiro-ministro
México
Raquel Buenrostro Sánchez, ministra da Economia
Reino Unido
Rishi Sunak, primeiro-ministro
Rússia
Sergey Lavrov, ministro das Relações Exteriores
Turquia
Recep Tayyip Erdoğan, presidente
União Europeia
Ursula von der Leyen, presidente da Comissão Europeia

## Convidados
Bangladesh
Sheikh Hasina, primeira-ministra
Comores
Azali Assoumani, Presidente,
Presidente da União Africana em 2023
Egito
Abdel Fattah el-Sisi, Presidente
Presidente da NEPAD em 2023
Emirados Árabes Unidos
Mohamed bin Zayed Al Nahyan, presidente
Espanha
Nadia Calviño, vice-primeira-ministra
Maurício
Pravind Jugnauth, primeiro-ministro
Nigéria
Bola Tinubu, presidente
Omã
Asa'ad bin Tariq, vice-primeiro-ministro
Países Baixos
Mark Rutte, primeiro-ministro
Singapura
Lee Hsien Loong, primeiro-ministro

## Convidados da organização internacional participantes[9]
- Banco Asiático de Desenvolvimento  Masatsugu Asakawa, Presidente
- Coalizão para Infraestrutura Resiliente a Desastres  Amit Prothi, Diretor Geral
- Conselho de Estabilidade Financeira  Klaas Knot, Presidente
- Fundo Monetário Internacional Kristalina Georgieva, Diretora Executiva
- Organização Internacional do Trabalho
  - Gilbert Houngbo, diretor-geral
  - Aliança Solar Internacional  Ajay Mathur, Diretor-Geral
  - Organização para Cooperação e Desenvolvimento Econômico  Mathias Cormann, Secretário-Geral
  - Organização das Nações Unidas  António Guterres, Secretário-Geral
  - Banco Mundial  Ajay Banga, Presidente
  - Organização Mundial da Saúde  Tedros Adhanom Ghebreyesus, diretor-geral
  - Organização Mundial do Comércio  Ngozi Okonjo-Iweala, Diretora-Geral

## Resultados

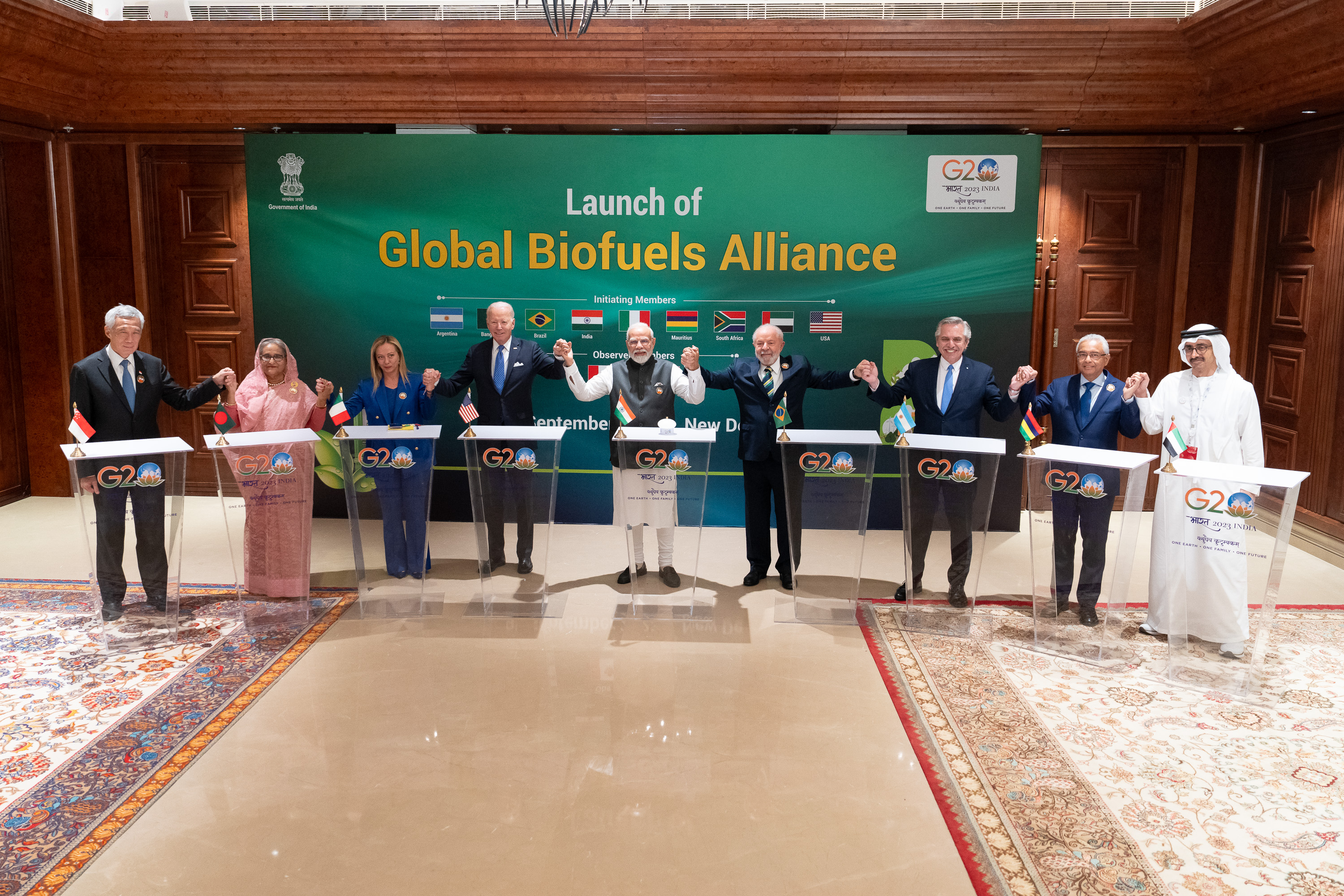

- A União Africana aderiu ao G20 como membro permanente, o primeiro desde a formação do G20 em 1999. Uma nova organização chamada Aliança Global de Biocombustíveis (Global Biofuel Alliance) foi lançada, para promover o desenvolvimento e a adoção de biocombustíveis sustentáveis e estabelecer padrões e certificações relevantes.
- A Declaração dos Líderes de Nova Delhi foi adotada por consenso.

Um grupo de países fez um acordo conjunto para construir um corredor ferroviário e marítimo ligando a Índia ao Oriente Médio e à Europa, chamado Corredor Econômico Índia-Oriente Médio-Europa. O grupo é composto por Índia, Arábia Saudita, Emirados Árabes Unidos, Jordânia, Israel e União Europeia. 